# ゲージ相互作用
ゲージ相互作用（ゲージそうごさよう）とは、ゲージ粒子によって媒介される相互作用のことである。すなわち、強い相互作用、弱い相互作用、電磁相互作用の3つの相互作用の総称である。これは、4つの基本相互作用から重力を除いたものに相当する。これらの相互作用は宇宙誕生直後には1つの相互作用であった可能性がある。これを扱う理論が大統一理論であると考えられている。また、ゲージ相互作用の働き方はゲージ粒子の電荷にのみ関係し、素粒子の種類には関係しないという特徴がある。